# Mannlicher M1893
Il Mannlicher M1893 (o solo M93) era un fucile a otturatore girevole-scorrevole, realizzato dalla austro-ungarica Steyr Mannlicher. Fu il fucile d'ordinanza del Regno di Romania dal 1893 al 1938, primo fucile a ripetizione (insieme al predecessore M1892) largamente distribuito alle forze armate rumene.

## Storia

### Sviluppo

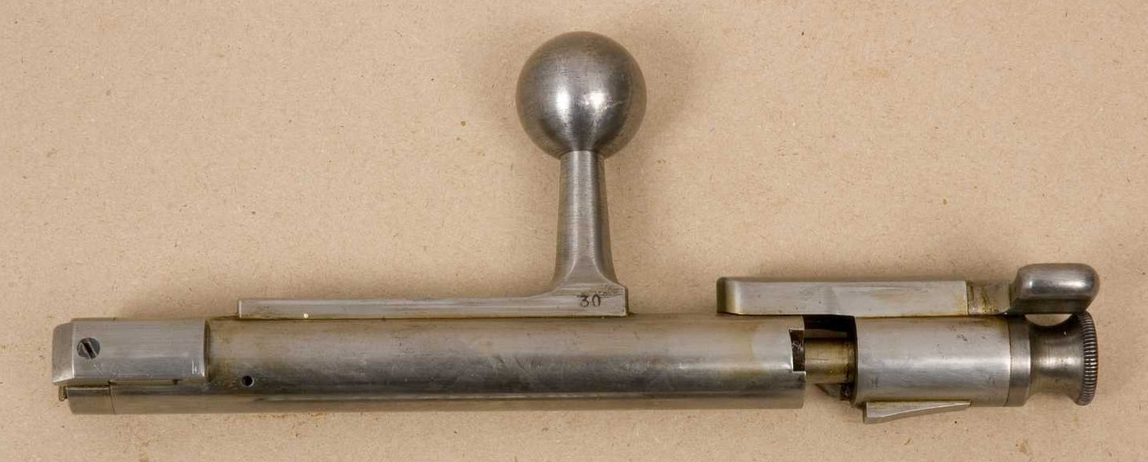
Otturatore del Mannlicher M1893

Intorno al 1890 i militari rumeni iniziarono la ricerca di un'arma lunga di piccolo calibro, a polvere infume, per rimpiazzare i Martini-Henry monocolpo a retrocarica. Essi si rivolsero alla Österreichische Waffenfabriksgesellschaft di Steyr, in Austria-Ungheria, dove Otto Schönauer era impegnato nella modifica del tedesco Gewehr 1888, insieme a Ferdinand Mannlicher, che ne modificò il sistema di caricamento en bloc in modo da permettere l'inserimento della clip indifferentemente dal verso della stessa.
Il fucile così ottenuto, denominato Mannlicher M1892, fu testato dall'esercito rumeno. Dopo ulteriori modifiche minori, la variante finale M1893 venne messa in produzione. Diversamente dall'ordinanza austro-ungarica Mannlicher M1895 ad otturatore scorrevole, il fucile rumeno adottava un classico otturatore girevole-scorrevole.
L'adozione del fucile fu causa di controversie in Romania, nonostante l'approvazione del Re Carlo I; il generale Budisteanu lo definì "un baton", un bastone, ed il calibro più piccolo degli usuali prodotti Mannlicher causò difficoltà nell'approvvigionamento di polvere da sparo compatibile.
Accanto al fucile lungo venne introdotta una variante carabina, lunga 980 mm, con leva dell'otturatore curva. Essa venne assegnata alle unità di cavalleria e di artiglieria.

### Impiego operativo

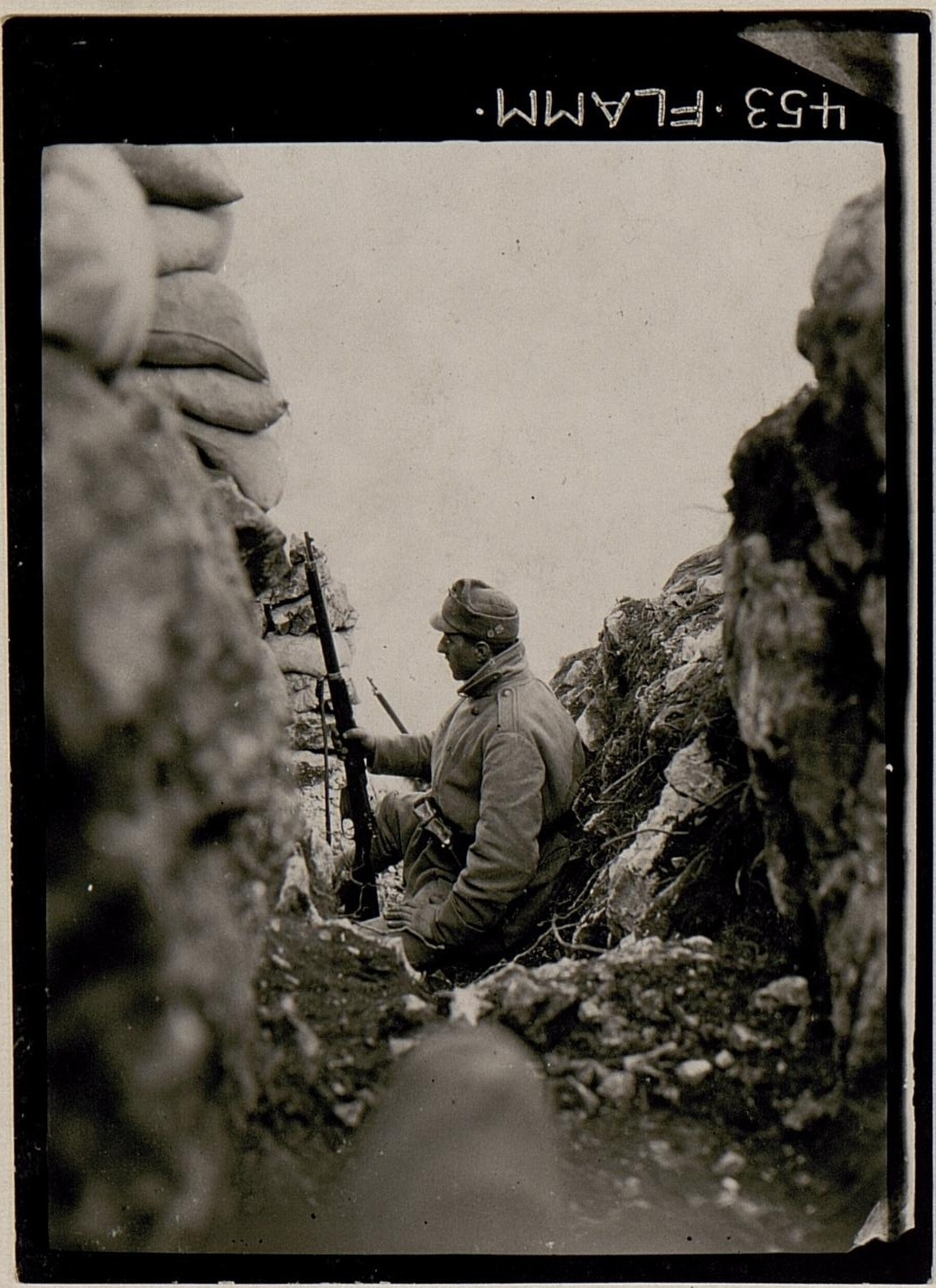
Posto di osservazione sulla cresta del Monte Sabotino, 1915-1916

In totale la produzione di M1893 si attestò sui 195.000 esemplari. Fino al 1914 erano stati consegnati alla Romania 120.000 fucili e 14.000 carabine. I rimanenti esemplari già assemblati vennero requisiti dal k.u.k. Armee allo scoppio della Grande Guerra ed impiegati nel calibro originale. I fucili non ancora completati vennero modificati in fabbrica e camerati nella munizione standard austro-ungarica 8 × 50 mm R Mannlicher. A queste armi si unirono le armi in calibro originale di preda bellica, catturate durante la campagna di Romania.

## Mannlicher M1896 portoghese
Il Regno di Portogallo acquistò circa 12.500 fucili e carabine in calibro 6,5 mm Mannlicher dalla Steyr, nel 1896 per la marina e per la cavalleria e nel 1898 per l'artiglieria. Queste armi portano inciso lo stemma "CI" (per Carlo I di Portogallo). La cartuccia 6,5 × 53 mm R venne inizialmente importata dalla Georg Roth ed in seguito prodotta nel paese lusitano.
Nel 1946 alcune centinaia di Mannlicher portoghesi furono adattati alla munizione .22 Long Rifle per l'addestramento.